# كارمن (لون)

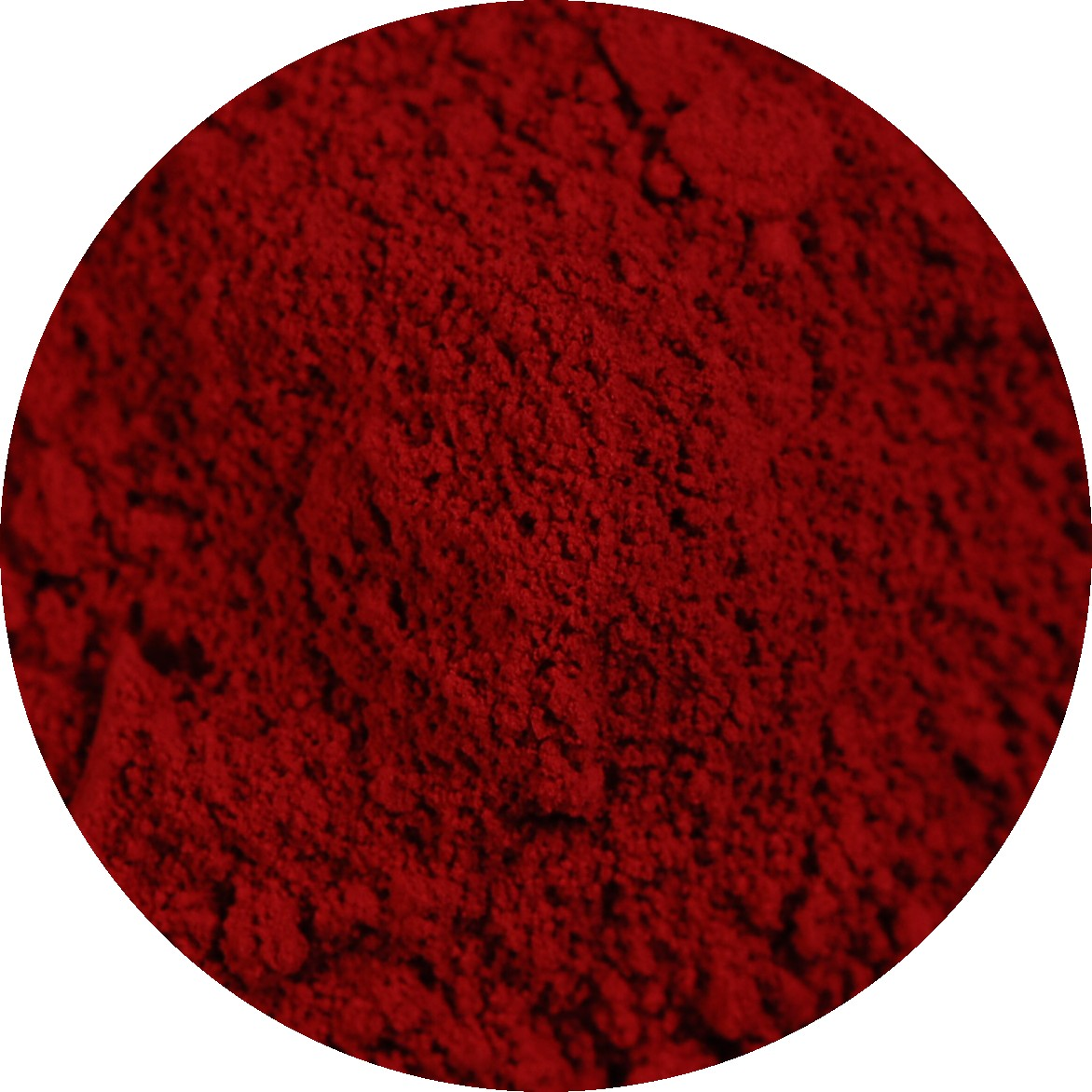

اللون كارمن أو قِرْمِزيّ الزِّنْجَفْر (بالإنجليزية:
Carmine 
) هو أحد الدرجات الغامقة للأحمر، والذي يميل إلى الأرجواني بشكل طفيف، وهو أقرب للأحمر مقارنة باللون القرمزي.
بعض الياقوت يحمل اللون الكارمن الغني الموضح أدناه.
اللون الموجود على اليسار هو لون الصبغة الخام، والتي يمكن أن ننتج منها ألواناً أفتح أو أغمق بعد المعالجة.

## درجات الكارمن

### الكارمن الغني
الكارمن الغني موضح على اليسار. هذا اللون يُشار إليه بالكارمن في التصميم الداخلي والموضة وكذلك اُشير إليه بـالكارمن (carmin) في كتاب A Dictionary of Color عام 1930، ويشار إليه أيضاً بالكارمن الصيني.

### الكارمن الإسباني
هذا اللون موضح على اليسار، ويشار إليه بالاسم carmin (الكلمة الإسبانية المقابلة لـكارمن) في Guía de coloraciones (الدليل إلى التلوين) وهو قاموس ألوان نُشر عام 2005
.

### الكارمن التصويري
هذا اللون أشير إليه بالإسبانية على أنه Carmin Pictorio (والتي تعني الكارمن التصويري) في Guía de coloraciones (الدليل إلى التلوين) وهو قاموس ألوان نُشر عام 2005. وهذا اللون يعد من درجات الكارمن النموذجية المستخدمة في الطلاء

## الملاحظات
1. ↑  أصل الكلمة (carmine) يأتي من الفرنسية carmin، الآتي من اللاتينية الوسطى carminium، والتي يحتمل أنها تصل إلى العربية قِرمز (qirmiz)+ اللاتينية minium بمعنى زِنْجَفْر